# Asociación Deportiva Isidro Metapán
L'Asociación Deportiva Isidro Metapán és un club de futbol salvadorenc de la ciutat de Metapán.

## Història
Les arrels del club se situen als anys 50 quan existien al poble dos equips anomenats Atlético Fuentes i C.D. Isidro Menéndez fundat per Adan Martinez i el professor José Castro. El segon era el club més popular però mai va arribar a la primera divisió del país. No fou fins a l'any 1986 quan un altre club anomenat CESSA assolí l'ascens. El març del mateix any decidiren canviar-li el nom i anomenar-lo Metapán F.C. i adoptar un uniforme groc per la samarreta i blau pel pantaló. El 1991-92 el club va baixar a segona divisió. L'any 2001 el club es fusionà amb el C.D. Isidro Menendez, formant l'A.D. Isidro Metapán, assolint de nou l'ascens a primera divisió.

## Palmarès
- Lliga salvadorenca de futbol: 2
  - Clausura 2007, Apetura 2008